# Tihama

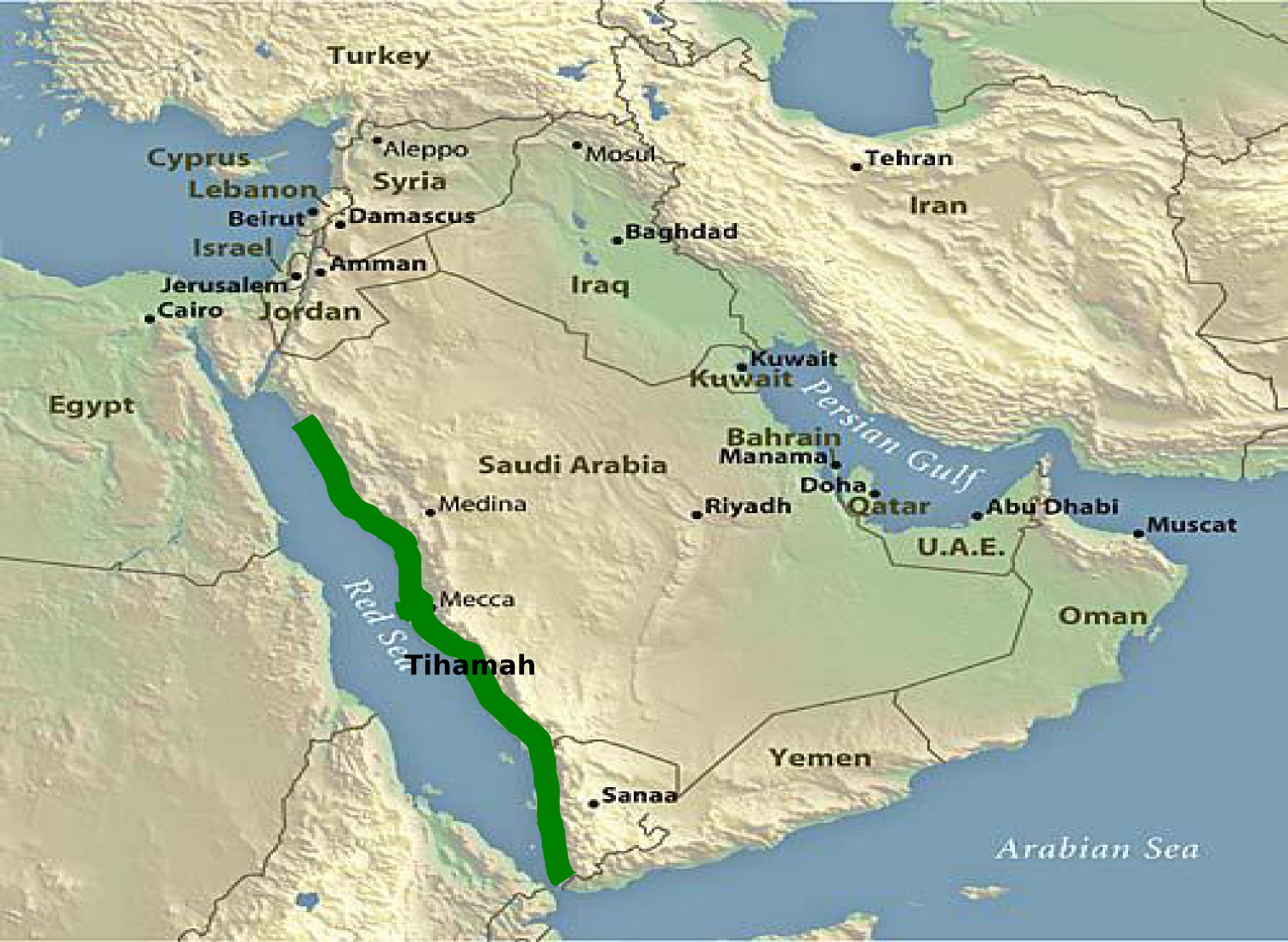
Tihama, Erstreckungskarte

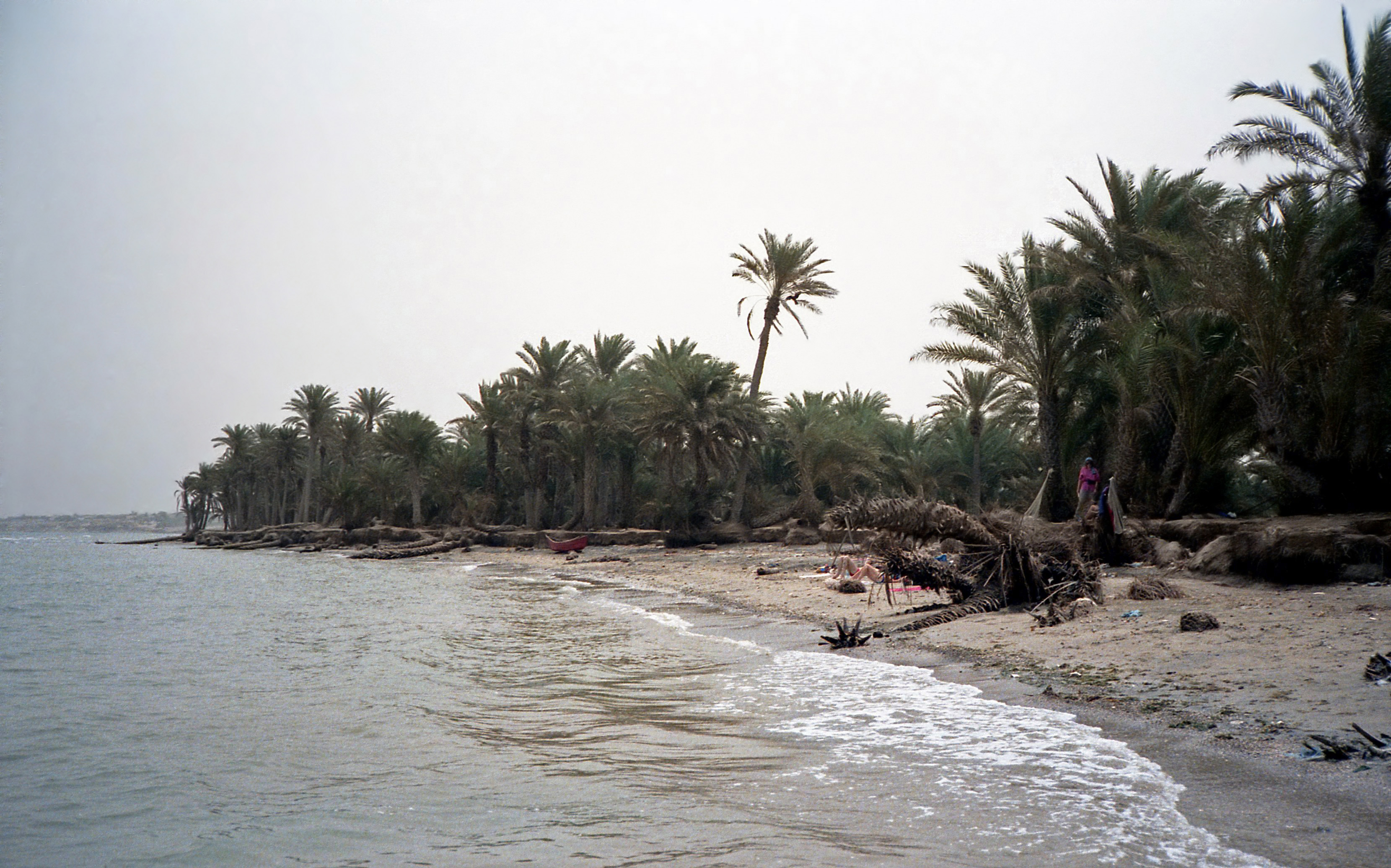
Tihama an der Küste des Roten Meeres; Doumpalmen säumen den Küstenstreifen

Die Tihama (arabisch تهامة Tihāma ‚heißes Land‘) ist eine schwülheiße Wüste, die sich auf der arabischen Halbinsel als etwa 60 km breiter Streifen entlang der West- und Südküste vom Hedschas in Saudi-Arabien über Asir bis in den Jemen zieht.
Man unterscheidet:
- die Küsten-Tihama
Ihr Klima wird vom Meer bestimmt. Der Landstrich ist flach. Gelegentlich ragen Salzdome aus dem Ablagerungsmaterial, die bis zu 150 Meter hohe Kuppen bilden und im Tagebau Kochsalz liefern. Halophyten, Mangroven und weiter landeinwärts Graskopstensteppen, bilden die natürliche Vegetation. Der seltene Regen fällt im Sommer, meist in Form kurzer, aber heftiger Gewitter. Hirse, Mais und Luzerne bilden die Grundlage einer bescheidenen Landwirtschaft. Die Küstenorte dienen meist der Fischerei, der Schifffahrt und dem Handel.
- die gebirgsnahe, trockene Tihama
Sie gleicht einer schiefen Aufschüttungsebene von 50 bis 250 Metern Höhe. Materialien sind klastische und Lockersedimente, wie Schluff, Sand, Kies und Schotter. Hier ist zwischen Mai und September Regenfeldbau möglich. Auf terrassierten Hängen werden die Felder vornehmlich mit Wasser versorgt, das aus dem Gebirge stammt. Am Gebirgsfuß ist das Kulturland am ergiebigsten und die Besiedlung am dichtesten. Natürlicherweise treten Tiefwurzler, wie Schirmakazien und Doumpalmen, auf, die bisweilen dichte Bestände bilden.
- die Gebirgs-Tihama
Sie umfasst die tief eingeschnittenen Flusstäler vom Gebirgsfuß bis zu den Kerbtälern in einer Höhe von etwa 700 bis 1000 Metern. Ganzjährig fließende Gewässer ermöglichen den Anbau vielfältiger tropischer Erzeugnisse, was verhältnismäßig dichte Besiedlung zur Folge hat. Ursprünglich weit verbreitete und artenreiche Trockenwälder sind heute nahezu verschwunden. Ebenso Galeriewälder entlang der Wadis.

Die Tihama ist insgesamt gesehen eines der heißesten und schwülsten Gebiete der Erde. Charakteristisch ist, dass die Temperaturen nur geringe Tag-Nacht-Schwankungen aufweisen und lediglich eine schwache Luftbewegung vorherrscht.
Die Bevölkerung der Tihama zeigt Einflüsse aus dem nicht weit entfernten Horn von Afrika: Menschen schwarzafrikanischer Herkunft, die teilweise Nachfahren ehemaliger Sklaven sind, unverschleierte und farbenfroh gekleidete Frauen und typische Rundhäuser aus Lehm und Stroh.
Einer der wichtigsten Märkte der Tihama ist der von Bayt al-Faqīh. Hier lassen sich Züge der äthiopischen Herrschaft ablesen, die auf das 5. und 6. Jahrhundert zurückgehen.